# تگا کی (کارولینای جنوبی)
تگا کی(به انگلیسی: Tega Cay) شهری در ایالت کارولینای جنوبی کشور ایالات متحده آمریکا است که جمعیت آن در سرشماری سال ۲۰۱۰ میلادی، ۷٬۶۲۰ نفر بوده‌است.